# Doopsgezinde kerk (Veenwouden)
De doopsgezinde kerk is een kerkgebouw in Veenwouden in de Nederlandse provincie Friesland.

## Beschrijving
De doopsgezinde kerk is een driezijdig gesloten zaalkerk met een kleine geveltoren. De kerk en de naastgelegen pastorie zijn in 1865 in eclectische vormen gebouwd. Het orgel uit 1895 is gemaakt door Bakker & Timmenga.

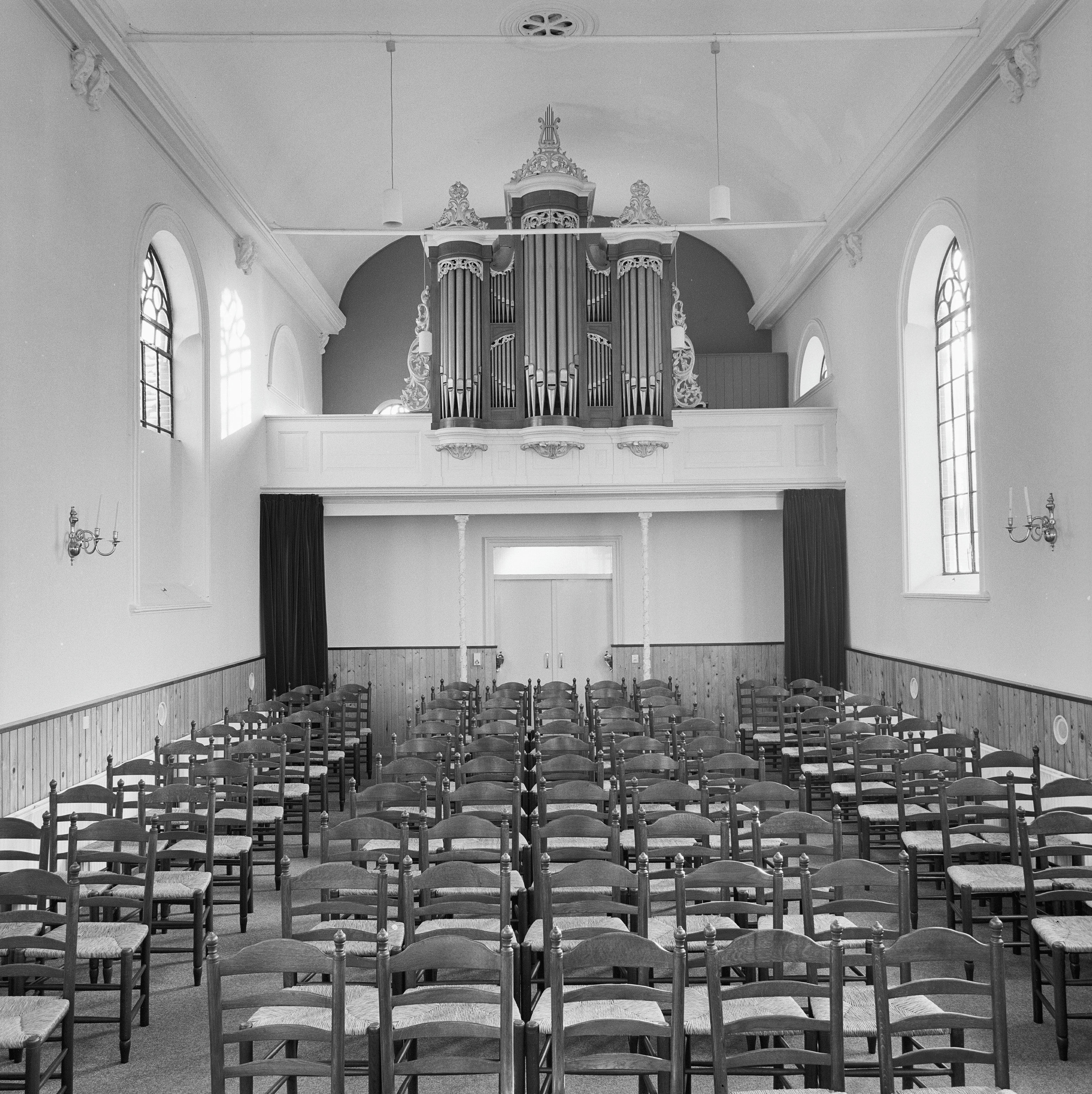
Interieur met orgel (1983)